# دوغلاس تورنر وارد
دوغلاس تورنر وارد (بالإنجليزية: Douglas Turner Ward)‏ هو كاتب مسرحي أمريكي، ولد في 5 مايو 1930 في بيرنسايد ‏ في الولايات المتحدة.

## وصلات خارجية
- دوغلاس تورنر وارد على موقع IMDb (الإنجليزية)
- دوغلاس تورنر وارد على موقع قاعدة بيانات برودواي على الإنترنت (الإنجليزية)
- دوغلاس تورنر وارد على موقع قاعدة بيانات برودواي على الإنترنت (الإنجليزية)
- دوغلاس تورنر وارد على موقع قاعدة بيانات الفيلم (الإنجليزية)